# تغيير صمام القلب التاجي
تغير صمام القلب التاجي أو المترالي  (بالإنجليزية: Mitral valve replacement)‏ هو إجراء جراحي يتم فيه استبدال صمام القلب التاجي المصاب، بصمام صناعي ميكانيكي، أو بصمام مستخرج من الانسجة البشرية.
ان جراحة تغيير صمام القلب التاجي، هي عملية جراحية يستبدل خلالها صمام القلب التاجي، بصمام صناعي ميكانيكي، أو بصمام من الانسجة البشرية.

## أهمية العمل الجراحي
أسباب إجراء العملية الجراحية لاستبدال صمام القلب تكمن في احتمال تضرر صمام القلب التاجي، وبذلك يؤدي إلى عدم قدرة الصمام على التحكم بشكل صحيح في اتجاه تدفق الدم بين اذين القلب الايسر والبطين الايسر. . ويمكن أيضا، ان يحدث خلل الجزر (جريان مرتد) في صمام القلب التاجي، بحيث يسمح بتدفق الدم في الاتجاه المعاكس من البطين الايسر للقلب، باتجاه الاذين الايسر اثناء انقباض بطين القلب (Systolic).
بالإضافة إلى ذلك، يمكن ان يحدث تضيق في صمام القلب التاجي، والذي يمكن ان يحول دون تدفق الدم من الاذين الايسر باتجاه بطين القلب الايسر اثناء ملء البطينين (Diastolic).
عند هبوط صمام القلب التاجي، فان واحدا أو أكثر من اطراف الصمام التاجي يدخل إلى الاذين الايسر اثناء انقباض بطين القلب. يجرى استبدال صمام القلب التاجي لازالة الصمام المعطوب واستبداله بصمام صناعي ميكانيكي أو صمام من الانسجة البشرية، للسماح بالسيطرة على اتجاه تدفق الدم.

## التحضير للعملية
قبل البدئ بإجراء العملية استبدال صمامات القلب ينبغي على المريض أن يزور طبيب الأسنان للبحث عن أي عدوى.
يمكن للطبيب إصلاح الصمام المصاب، ويمكن أن يضع مكانه صمام نسيجي.
ومن الممكن أيضاً أن يضع الطبيب صماماً ميكانيكياً مكان الصمام المصاب لدى مريضه. وهناك الكثير من أنواع الصَمَّامات الميكانيكية.
ومن مساوئ الصمام الميكانيكي أنه سيكون على المريض أن يستعمل الأدوية المسيِلة أو المميعة للدم بقية حياته. ومع أن الأدوية المسيِلة أو المميعة للدم آمنة نسبياً، فإنها تزيد من إحتمال حدوث النزف في الجسم. فإذا حدث هذا النزف في الدماغ مثلاً، فإنه يمكن أن يؤدي إلى الموت.
أما ميزة الصَمَّام الميكانيكي فهي أنه يبقى عادةً مدى الحياة. وفي حالات نادرة جداً يمكن أن تَختل وظيفة الصَمَّام وقد تدعو الحاجة إلى استبداله عند ذلك.
تؤخذ الصمامات النسيجية من الحيوانات أو البشر بعد موتهم، وهي تتميز بأنها لا تحتاج إلى استخدام الأدوية المسيلة أو المميِعة للدم. ولكن عيبها هو أنها يمكن أن تَتلف مع الوقت وقد تحتاج للاستبدال كل عشر سنوات أو كل خمسة عشر سنة.
وينبغي على المريض أن يحرص على أن يناقش الطبيب الجراح وطبيب أمراض القلب حول الفرق بين هذين النوعين من الصمامات.
يتم إجراء العملية تحت التخدير العام، ويعني هذا أن المريض سوف ينام أثناء العملية.بعدها يقوم الجراح بشق وفتح صدر المريض من منتصفه.
كما يفتح الجراحعظم الصدر أو عظم القص في المنتصف حتى يتمكن من الوصول إلى القلب.
في أثناء ذلك، يتم وضع أنابيب خاصة في أوردة وشرايين الجسم الكبيرة قرب القلب.
عندئذ يذهب الدم إلى آلة خاصة تسمى "المجازاة القلبية – الرئوية"، وهي آلة تعمل على ضخ الدم عبر الجسم وتزوده بالأوكسجين. تقوم هذه الآلة بدور القلب والرئتين أثناء إجراء العملية الجراحية على القلب.
عندئذ يتم إيقاف القلب عن النبض بطريقة كيماوية حتى يستطيع الجراح العمل عليه. وفي أثناء ذلك، يستمر الدم بالدوران في الجسم والتزود بالأوكسجين بوساطة «المجازة القلبية – الرئوية».
بعد ذلك يقوم الطبيب الجراح بإصلاح الصمام المصاب أو يستئصله ويثبت في مكانه صَمَّاماً جديداً.
ويعيد الطبيب الجراح تشغيل القلب عندما ينتهي من الإصلاح أو الاستبدال، ويسمح للدم بالعودة إلى القلب من جديد.
ويضع الطبيب الجراح على سطح قلب مريضه سلكين كهربائيين يستخدمان لمساعدة القلب على العودة إلى عمله أو من أجل مراقبة معدل نبض القلب.
يمر هذان السلكان عبر الجلد ويوصلان إلى آلة تدعى «الناظمة». وعادة ما يكون هذا الإجراء مؤقتاً، إذ يتم سحب الأسلاك بعد عدة أيام.
وعندما يعود القلب إلى العمل، يخيط الطبيب نصفي عظم الصدر (عظم القص) معاً ويُغلق الشق الصدري.
يتم تشخيص تضيق صمام القلب التاجي باستعراض التاريخ الطبي، الفحص البدني، الاستماع لنبضات القلب (Listening with a stethoscope)، صور الاشعة السينية للصدر، وفحص تخطيط القلب الكهربائي (Electro cardiogram).

## الأعراض
يمكن أن لا تظهر أي أعراض على المريض تشير إلى مشاكل في صمامات القلب، أو أن تكون هناك أعراض ضيق التنفس (dyspnea)، التعب أو ظهور وذمة في الرئتين. قد يعاني مرضى آخرون  من الرجفان الاذيني في القلب (خلل في وتيرة ضربات القلب) أو من ظهور انسداد.
إن فحص الموجات فوق الصوتية للقلب (Echocardiography) هو الفحص المفضل لتشخيص تضيق صمام القلب التاجي، ويمكن تنفيذه بالدمج مع فحص النشاط غير الغازي للجسد، مثل المشي على مسار التمرين الثابت أو ركوب دراجة التمرين الثابتة.
إن إجراء القسطرة القلبية، هي عملية تبقى محفوظة للمرضى الذين يعانون من نتائج غير متواترة في فحوص الموجات فوق الصوتية للقلب (دوبلر). أما قسطرة القلب اليسرى أو اليمنى فتجرى فقط عند ظهور قيم تشير لارتفاع الضغط في شرايين الرئة.
يتطلب تشخيص قصور الصمام التاجي معرفة مفصلة جداً للماضي الطبي للمريض. أما الاستماع للنبضات (مع سماعة الطبيب) فعادة ما يظهر وجود نبضة ثالثة للقلب. كذلك، فإن فحص الأشعة السينية للصدر وتخطيط القلب الكهربائي (Electro cardiogram) يمكن أن يوفر معلومات طبية إضافية.
بالإضافة إلى ذلك، فإن الموجات فوق الصوتية للقلب (ultrasound) يمكن أن توفر معلومات مهمة. ويمكن لاختبارات الجهد بالدمج مع فحص دوبلر (doppler) أن تظهر مدى الخطورة الحقيقية للمرض.
ينبغي على المريض بعد الحصول على نتائج الفحص الاولية، أن يعود إلى العيادة عدة مرات لمتابعة تطور المرض.
إن ارتفاع ضغط الدم الرئوي، بالدمج مع ضغط الدم الانقباضي في الشريان الرئوي فوق 60 ملم زئبق، يعتبر سببا كافيا لاجراء عملية جراحية. عندما يكون القسم المنبعث من البطين الايسر (نوع من وحدة القياس) هو أقل من 60 %، فهذا مؤشر آخر للحاجة للعملية الجراحية.

## المضاعفات
توجد هنالك دائما مخاطر تصاحب تنفيذ التخدير العام، جنبا إلى جنب مع الربط بجهاز القلب والرئة. فاما المخاطر التي تصاحب عملية جراحة استبدال صمام القلب، فعادة تشمل ظهور الانسداد، النزيف والتهاب الشغاف النشط (Endocarditis).
يرتبط تحلل الدم (حالة يحدث فيها تحلل لخلايا الدم الحمراء)، عادة بانواع معينة من الصمامات الصناعية، ولكن ليس على النقيض من عملية الزرع الصناعي.
الادوية الوقائية، النظام الغذائي الصحي، الرياضة، الابتعاد عن التدخين والكحول ومعالجة الضغط والتوتر، جميعها عوامل تساعد في الوقاية من امراض القلب.

## تضيق الصمام المترالي
يوجد للصمام المترالي وريقة امامية ووريقة خلفية، تنبعان من المحور الفاصل بين الاذين والبطين الايسرين، وترسيان على اوتارهما في العضلتين الحلميتين.

## الفحص البدني للقلب والاوعية الدموية
الفحص البدني (الجسدي) هو أحد المركبات الحيوية في سلسلة الاجراءات الهادفة لتحديد وجود أو عدم وجود المرض، حدته، ومدى العجز الذي يعاني منه المريض. من أجل تحديد العلاج المناسب.

## وصلات إضافية
- Mitral Valve Replacement vs. Repair
- BCM: The Michael E DeBakey Department of Surgery. Mitral Valve Repair/ Replacement. n.d. 29 Apr. 2007
- "FDA approves second clinical trial for robotic heart surgery." Health Sciences News. 9 Nov. 2000. ECU Division of Health Sciences. 2 May 2007 نسخة محفوظة 1 يناير 2014 على موقع واي باك مشين.
- "Heart Disease: Warfarin and Other Blood Thinners." WebMD. The Cleveland Clinic. 10 May 2007
- Heart and Vascular Institute. Heart Valve Disease - Percutaneous Interventions: Non-surgical approaches. 2007. 7 May 2007
- "Mitral Valve Replacement." University of Maryland Medical Center: 1-2. 26 Apr. 2007
- Motulsky, Harvey. Intuitive Biostatistics. Oxford University Press Inc, 1995. 2 May 2007